# Кубок России по биатлону 2024/2025
Альфа-Банк Кубок России по биатлону 2024/25 начался 29 ноября 2024 года в Ханты-Мансийске и завершился 9 марта 2025 года в Златоусте. 
Вновь во время этапов Кубка проводятся «прологи», но по сравнению с прошлым сезоном, полностью изменились названия и составы команд-участниц.
С этого сезона белорусские биатлонисты участвуют на Кубке России полноправно с российскими после двух лет подряд невручения им призовых денег. Тем не менее, спортсмены из Беларуси по разным причинам не выступили на трёх этапах: в Ижевске, Дёмино и Златоусте.
У мужчин второй год подряд победителем в общем зачёте стал представитель Башкортостана Эдуард Латыпов, а среди женщин первой стала Виктория Сливко из Тюменской области, завоевавшая трофей впервые с сезона 2020/2021. 

## Результаты соревнований

### 1-й этап —Ханты-Мансийск(29 ноября — 1 декабря 2024 года)
27 ноября состоялся первый «пролог». В лыжной стометровке у женщин победила Наталия Шевченко, а у мужчин – Алексей Зубарев.
| Гонка                                                                        | Женщины | Мужчины |
| Спринт 1. 29 ноября 2024 Женщины: 7,5 км 2. 29 ноября 2024 Мужчины: 10 км    | 1. Наталия Шевченко 20:58.4 (0+0) 2. Кристина Резцова +2.1 (0+0) 3. Динара Смольская +16.4 (1+0) 4. Тамара Дербушева 5. Виктория Сливко 6. Екатерина Мошкова Финишный протокол | 1. / Даниил Серохвостов 23:27.5 (0+1) 2. Александр Логинов +28.7 (0+0) 3. Антон Смольский +35.6 (0+1) 4. Никита Поршнев 5. Максим Воробей 6. Иван Тулатин Финишный протокол |
| Одиночная смешанная эстафета 1. 30 ноября 2024 Женщины: 6 км Мужчины: 7,5 км | 1. Свердловская область-1 37:32.4 (0+2) (Тамара Дербушева, Кирилл Бажин) 2. Московская область-3 +53.7 (0+10) (Кристина Павлушина, Алексей Зубарев) 3. Беларусь-1 +57.1 (2+11) (Анна Сола, Павел Белько) Финишный протокол | 1. Свердловская область-1 37:32.4 (0+2) (Тамара Дербушева, Кирилл Бажин) 2. Московская область-3 +53.7 (0+10) (Кристина Павлушина, Алексей Зубарев) 3. Беларусь-1 +57.1 (2+11) (Анна Сола, Павел Белько) Финишный протокол |
| Смешанная эстафета 1. 1 декабря 2024 Женщины: 2x6 км Мужчины: 2x7.5 км       | 1. Беларусь-1 1:06:45.8 (0+9) (Ксения Воробей, Динара Смольская, Максим Воробей, Дмитрий Лазовский) 2. ХМАО-Югра +0.2 (0+5) (Екатерина Мошкова, Виктория Метеля, Алексей Вагин, Никита Поршнев) 3. Свердловская область +32.6 (0+11) (Анастасия Шевченко, Ирина Казакевич, Савелий Коновалов, Василий Томшин) Финишный протокол | 1. Беларусь-1 1:06:45.8 (0+9) (Ксения Воробей, Динара Смольская, Максим Воробей, Дмитрий Лазовский) 2. ХМАО-Югра +0.2 (0+5) (Екатерина Мошкова, Виктория Метеля, Алексей Вагин, Никита Поршнев) 3. Свердловская область +32.6 (0+11) (Анастасия Шевченко, Ирина Казакевич, Савелий Коновалов, Василий Томшин) Финишный протокол |

### 2-й этап —Ханты-Мансийск(6 — 8 декабря 2024 года)
| Гонка                                                                                   | Женщины | Мужчины |
| Спринт 1. 6 декабря 2024 Женщины: 7,5 км 2. 6 декабря 2024 Мужчины: 10 км               | 1. Анастасия Зырянова 21:50.7 (0+0) 2. / Полина Плюснина +20.3 (0+0) 3. / Анастасия Гришина +22.7 (0+1) 4. Полина Шевнина 5. Тамара Дербушева 6. Динара Смольская Финишный протокол             | 1. Антон Смольский 23:37.8 (0+0) 2. Эдуард Латыпов +0.3 (0+0) 3. / Даниил Серохвостов +1.7 (0+2) 4. Александр Поварницын 5. Кирилл Бажин 6. Виктор Плицев Финишный протокол                 |
| Гонка преследования 1. 7 декабря 2024 Женщины: 10 км 2. 7 декабря 2024 Мужчины: 12,5 км | 1. Наталия Шевченко 29:18.7 (0+1+0+0) 2. Анастасия Зырянова +7.0 (0+0+1+0) 3. Тамара Дербушева +13.1 (1+0+0+0) 4. Виктория Метеля 5. / Анастасия Гришина 6. / Полина Плюснина Финишный протокол | 1. / Даниил Серохвостов 33:35.5 (0+0+1+0) 2. Никита Поршнев +24.3 (1+0+0+0) 3. Антон Смольский +29.4 (0+0+1+0) 4. Эдуард Латыпов 5. Дмитрий Лазовский 6. Виктор Плицев Финишный протокол    |
| Большой масс-старт 1. 8 декабря 2024 Женщины: 12 км 2. 8 декабря 2024 Мужчины: 15 км    | 1. Анастасия Халили 36:22.6 (1+0+2+0) 2. Светлана Миронова +8.6 (0+0+2+0) 3. Полина Шевнина +12.9 (0+1+0+3) 4. Виктория Сливко 5. Юлия Шеллер 6. Ирина Казакевич Финишный протокол              | 1. Александр Поварницын 40:53.3 (1+1+0+0) 2. Иван Колотов +6.6 (0+0+0+1) 3. Виктор Плицев +35.5 (0+0+0+2) 4. Александр Бектуганов 5. / Максим Цветков 6. Александр Корнев Финишный протокол |

### 3-й этап —Ижевск(14 — 15 декабря 2024 года)
| Гонка                                                                                     | Женщины | Мужчины |
| Спринт 1. 14 декабря 2024 Женщины: 7,5 км 2. 14 декабря 2024 Мужчины: 10 км               | 1. Виктория Сливко 22:38.6 (0+1) 2. Наталия Шевченко +4.0 (1+0) 3. Кристина Резцова +10.6 (0+1) 4. Ирина Казакевич 5. Юлия Шеллер 6. Тамара Дербушева Финишный протокол                | 1. Кирилл Бажин 26:45.8 (1+0) 2. Эдуард Латыпов +7.1 (1+0) 3. Роман Ерёмин +15.3 (0+1) 4. Рустам Каюмов 5. Антон Бабиков 6. Карим Халили Финишный протокол                 |
| Гонка преследования 1. 15 декабря 2024 Женщины: 10 км 2. 15 декабря 2024 Мужчины: 12,5 км | 1. Виктория Сливко 33:16.5 (0+0+0+1) 2. Наталия Шевченко +48.2 (2+1+0+0) 3. Ирина Казакевич +1:36.6 (2+0+0+1) 4. Кристина Резцова 5. Тамара Дербушева 6. Юлия Шеллер Финишный протокол | 1. Эдуард Латыпов 34:51.4 (0+1+1+2) 2. / Максим Цветков +5.8 (0+0+0+1) 3. Рустам Каюмов +13.5 (1+0+2+0) 4. Карим Халили 5. Кирилл Бажин 6. Антон Бабиков Финишный протокол |

### 4-й этап —Рязань(10 — 12 января 2025 года)
Из-за отсутствия снега в Рязани программа этапа была изменена: вместо больших масс-стартов был проведён суперспринт, а гонки преследования прошли на сокращённой дистанции. 
Накануне этапа, 9 января, состоялся «пролог»: в дуэльной стрельбе у женщин сильнейшей стала Полина Плюснина, а у мужчин – Дмитрий Иванов.
| Гонка                                                                                   | Женщины | Мужчины |
| Спринт 1. 10 января 2025 Женщины: 7,5 км 2. 10 января 2025 Мужчины: 10 км               | 1. / Полина Плюснина 21:32.8 (0+0) 2. Наталия Шевченко +9.4 (1+0) 3. Тамара Дербушева +11.5 (0+0) 4. Анастасия Халили 5. Виктория Метеля 6. Кира Дюжева Финишный протокол                   | 1. Дмитрий Лазовский 22:34.6 (0+0) 2. Карим Халили +23.8 (0+0) 3. Антон Бабиков +27.1 (0+0) 4. Максим Воробей 5. Алексей Вагин 6. Эдуард Латыпов Финишный протокол                |
| Гонка преследования 1. 11 января 2025 Женщины: 7,5 км 2. 11 января 2025 Мужчины: 7,5 км | 1. Анастасия Халили 22:05.7 (1+1+0+1) 2. / Полина Плюснина +9.3 (0+0+0+0) 3. Виктория Метеля +38.3 (2+1+1+1) 4. Динара Смольская 5. Кристина Резцова 6. Елизавета Каплина Финишный протокол | 1. Эдуард Латыпов 20:03.0 (0+0+1+0) 2. Антон Смольский +18.1 (0+1+0+0) 3. Кирилл Бажин +33.0 (0+0+2+1) 4. Максим Воробей 5. Антон Бабиков 6. Дмитрий Лазовский Финишный протокол  |
| Суперспринт 1. 12 января 2025 Женщины: 5 км 2. 12 января 2025 Мужчины: 5 км             | 1. Анна Сола 20:50.9 (1+0+1+0) 2. Кристина Резцова +5.4 (0+0+1+1) 3. Динара Смольская +10.8 (1+0+0+2) 4. Виктория Сливко 5. Наталия Шевченко 6. / Анастасия Гришина Финишный протокол       | 1. Рустам Каюмов 18:53.5 (0+0+0+0) 2. Александр Бектуганов +8.2 (0+0+0+1) 3. Антон Бабиков +8.3 (1+0+1+0) 4. Данил Матерков 5. Никита Лобастов 6. Виктор Плицев Финишный протокол |

### 5-й этап —Дёмино(25 — 26 января 2025 года)
21 января на лыжной стометровке в рамках «пролога» у женщин одержала победу Наталия Шевченко, а у мужчин быстрейшим стал Виктор Плицев.
| Гонка                                                                          | Женщины | Мужчины |
| Спринт 1. 25 января 2025 Женщины: 7,5 км 2. 25 января 2025 Мужчины: 10 км      | 1. Кристина Резцова 20:41.8 (0+0) 2. Виктория Метеля +19.4 (0+0) 3. Наталия Шевченко +27.9 (1+0) 4. Анастасия Шевченко 5. Виктория Сливко 6. Ирина Казакевич Финишный протокол                | 1. / Даниил Серохвостов 23:06.0 (1+1) 2. Эдуард Латыпов +5.0 (1+0) 3. / Максим Цветков +33.0 (0+0) 4. Ильназ Мухамедзянов 5. Антон Бабиков 6. Иван Колотов Финишный протокол           |
| Масс-старт 1. 26 января 2025 Женщины: 12,5 км 2. 26 января 2025 Мужчины: 15 км | 1. Наталия Шевченко 33:39.9 (0+0+0+0) 2. Виктория Сливко +32.3 (0+0+1+0) 3. Кристина Резцова +53.5 (0+0+2+0) 4. Тамара Дербушева 5. Екатерина Мошкова 6. Анастасия Шевченко Финишный протокол | 1. Даниил Усов 36:39.5 (0+0+1+0) 2. / Евгений Сидоров +2.1 (0+0+1+1) 3. Александр Бектуганов +4.3 (1+0+0+0) 4. Эдуард Латыпов 5. Кирилл Бажин 6. Ильназ Мухамедзянов Финишный протокол |

### 6-й этап —Златоуст(7 — 9 марта 2025 года)
По решению титульного спонсора турнира, призовой фонд финального этапа был увеличен в три раза. Помимо этого, телеканал «Матч ТВ» подготовил приз в размере 25 тысяч рублей для спортсменов, показавших в спринте лучшее время на первой контрольной отсечке стартового круга. Его обладателями стали Ирина Казакевич и Андрей Вьюхин.
6 марта состоялся «пролог»: в дуэльной стрельбе у женщин первой стала Владислава Гаврилова, а у мужчин – Виктор Плицев.
| Гонка                                                                               | Женщины | Мужчины |
| Спринт 1. 7 марта 2025 Женщины: 7,5 км 2. 7 марта 2025 Мужчины: 10 км               | 1. Виктория Сливко 22:08.4 (0+0) 2. Ирина Казакевич +36.3 (0+1) 3. Екатерина Мошкова +1:02.8 (0+0) 4. Анастасия Егорова 5. Елизавета Каплина 6. Алина Плицева Финишный протокол               | 1. / Даниил Серохвостов 23:52.0 (0+2) 2. Ильназ Мухамедзянов +6.0 (0+0) 3. Иван Колотов +6.1 (0+0) 4. Карим Халили 5. Кирилл Бажин 6. Эдуард Латыпов Финишный протокол              |
| Гонка преследования 1. 8 марта 2025 Женщины: 10 км 2. 8 марта 2025 Мужчины: 12,5 км | 1. Виктория Сливко 30:17.0 (0+0+0+0) 2. Ирина Казакевич +57.5 (0+0+1+1) 3. Анастасия Халили +1:58.1 (0+2+0+0) 4. Кристина Резцова 5. Елизавета Фролова 6. Светлана Миронова Финишный протокол | 1. / Даниил Серохвостов 34:29.6 (0+0+1+0) 2. Карим Халили +25.3 (0+1+0+0) 3. Кирилл Бажин +44.3 (0+0+0+1) 4. Эдуард Латыпов 5. Никита Поршнев 6. Александр Корнев Финишный протокол |
| Большой масс-старт 1. 9 марта 2025 Женщины: 12 км 2. 9 марта 2025 Мужчины: 15 км    | 1. Ирина Казакевич 34:22.4 (0+0+1+0) 2. Тамара Дербушева +5.1 (0+0+0+0) 3. Светлана Миронова +14.4 (0+0+0+0) 4. Елизавета Каплина 5. Елизавета Фролова 6. / Полина Плюснина Финишный протокол | 1. Карим Халили 39:50.9 (0+0+1+0) 2. Антон Бабиков +1.6 (0+0+0+0) 3. Ильназ Мухамедзянов +6.8 (0+0+0+1) 4. Вячеслав Малеев 5. Кирилл Бажин 6. / Евгений Сидоров Финишный протокол   |

## Зачёты Кубка России

### Женщины
| №  | Спортсмен         | Очки |
| -- | ----------------- | ---- |
| 1  | Виктория Сливко   | 580  |
| 2  | Кристина Резцова  | 538  |
| 3  | Наталия Шевченко  | 526  |
| 4  | Ирина Казакевич   | 500  |
| 5  | Тамара Дербушева  | 496  |
| 6  | Полина Плюснина   | 482  |
| 7  | Елизавета Каплина | 402  |
| 8  | Анастасия Халили  | 362  |
| 9  | Юлия Шеллер       | 347  |
| 10 | Екатерина Мошкова | 338  |

| №  | Спортсмен         | Очки |
| -- | ----------------- | ---- |
| 1  | Виктория Сливко   | 257  |
| 2  | Наталия Шевченко  | 250  |
| 3  | Кристина Резцова  | 240  |
| 4  | Полина Плюснина   | 226  |
| 5  | Тамара Дербушева  | 223  |
| 6  | Ирина Казакевич   | 209  |
| 7  | Елизавета Каплина | 169  |
| 8  | Виктория Метеля   | 160  |
| 9  | Екатерина Мошкова | 156  |
| 10 | Юлия Шеллер       | 143  |

| №  | Спортсмен            | Очки |
| -- | -------------------- | ---- |
| 1  | Виктория Сливко      | 183  |
| 2  | Полина Плюснина      | 156  |
| 3  | Кристина Резцова     | 156  |
| 4  | Ирина Казакевич      | 156  |
| 5  | Тамара Дербушева     | 147  |
| 6  | Наталия Шевченко     | 147  |
| 7  | Анастасия Халили     | 140  |
| 8  | Елизавета Каплина    | 132  |
| 9  | Владислава Гаврилова | 95   |
| 10 | Светлана Миронова    | 94   |

| №  | Спортсмен           | Очки |
| -- | ------------------- | ---- |
| 1  | Ирина Казакевич     | 124  |
| 2  | Тамара Дербушева    | 124  |
| 3  | Кристина Резцова    | 110  |
| 4  | Юлия Шеллер         | 102  |
| 5  | Светлана Миронова   | 102  |
| 6  | Полина Плюснина     | 100  |
| 7  | Виктория Сливко     | 97   |
| 8  | Ульяна Нигматуллина | 93   |
| 9  | Анастасия Халили    | 91   |
| 10 | Наталия Шевченко    | 90   |

### Мужчины
| №  | Спортсмен            | Очки |
| -- | -------------------- | ---- |
| 1  | Эдуард Латыпов       | 507  |
| 2  | Антон Бабиков        | 498  |
| 3  | Кирилл Бажин         | 482  |
| 4  | Рустам Каюмов        | 406  |
| 5  | Никита Поршнев       | 382  |
| 6  | Даниил Серохвостов   | 379  |
| 7  | Кирилл Стрельцов     | 370  |
| 8  | Карим Халили         | 352  |
| 9  | Евгений Сидоров      | 341  |
| 10 | Александр Поварницын | 320  |

| №  | Спортсмен            | Очки |
| -- | -------------------- | ---- |
| 1  | Кирилл Бажин         | 240  |
| 2  | Эдуард Латыпов       | 239  |
| 3  | Даниил Серохвостов   | 228  |
| 4  | Антон Бабиков        | 210  |
| 5  | Александр Поварницын | 180  |
| 6  | Рустам Каюмов        | 171  |
| 7  | Александр Логинов    | 167  |
| 8  | Карим Халили         | 163  |
| 9  | Евгений Сидоров      | 160  |
| 10 | Кирилл Стрельцов     | 155  |

| №  | Спортсмен          | Очки |
| -- | ------------------ | ---- |
| 1  | Эдуард Латыпов     | 206  |
| 2  | Кирилл Бажин       | 164  |
| 3  | Антон Бабиков      | 143  |
| 4  | Карим Халили       | 129  |
| 5  | Никита Поршнев     | 122  |
| 6  | Рустам Каюмов      | 122  |
| 7  | Кирилл Стрельцов   | 122  |
| 8  | Даниил Серохвостов | 120  |
| 9  | Максим Цветков     | 115  |
| 10 | Алексей Вагин      | 110  |

| №  | Спортсмен            | Очки |
| -- | -------------------- | ---- |
| 1  | Антон Бабиков        | 121  |
| 2  | Иван Колотов         | 118  |
| 3  | Александр Бектуганов | 115  |
| 4  | Вячеслав Малеев      | 102  |
| 5  | Никита Поршнев       | 101  |
| 6  | Евгений Сидоров      | 90   |
| 7  | Ильназ Мухамедзянов  | 84   |
| 8  | Кирилл Стрельцов     | 82   |
| 9  | Кирилл Бажин         | 78   |
| 10 | Даниил Усов          | 76   |